# Merry Christmas Cindy
Merry Christmas Cindy is een kerstlied van The Cats uit 1975.
Het werd geschreven door Henny Vrienten, een zanger, bassist en liedjesschrijver die in 1980 doorbrak met Doe Maar. Samen met Sweet wine is dit een van de twee liedjes die hij voor The Cats heeft geschreven.
In Merry Christmas Cindy wenst Cees Veerman Cindy een prettig kerstfeest toe en een gelukkig nieuwjaar. Zij is er dit jaar ook en hij herinnert haar aan het kerstfeest dat hij een jaar eerder met haar vierde. Hij vraagt haar niet weg te gaan maar te blijven.
Het arrangement wordt mede gevormd door de begeleiding van een orkest. In het lied wordt Veerman begeleid door een tweede stem en aan het eind volgt de een achtergrondkoor dat Merry Christmas herhaaldelijk inzet.
Het verscheen in Nederland en België op de elpee We wish you a merry Christmas. Verder verschenen in de loop van de jaren enkele andere versies, zoals op Silent night, Night of glory en in 2004 op de geremasterde cd Christmas with The Cats. Ook is het te vinden in de cd-box Complete uit 2014.
Een Cats-lied over een gelijknamig meisje, de hit Cindy uit 1977 met een top 10-notering, kent een andere oorsprong, namelijk bij de Zwitserse groep Peter, Sue & Marc. Ook verscheen dat lied pas twee jaar na de release van dit kerstlied.